# سیارک ۷۸۹۰
سیارک ۷۸۹۰ (به انگلیسی: 7890 Yasuofukui، نامگذاری:1994TC3) هفت هزار و هشتصد و نودمین سیارک کشف شده‌است که در ۲ اکتبر ۱۹۹۴ کشف شد.
قدر مطلق سیارک برابر ۱۵٫۴۰ است.